# インド宇宙研究機関
インド宇宙研究機関（インドうちゅうけんきゅうきかん、ヒンディー語: भारतीय अन्तरिक्ष अनुसन्धान सङ्गठन, 英語: Indian Space Research Organisation, ISRO）は、インドの宇宙開発を担当する国家機関。バンガロールを本拠地とし、日本円にして約1000億円の予算規模と約2万人の職員を抱える。宇宙関連技術の開発とその応用を目的とする。国内のみならず国外のペイロードの打ち上げサービスも行っている。

## インドの宇宙開発史
インドのロケットの歴史は、イギリス人のウィリアム・コングリーヴはインド人がマイソール戦争で鉄製ロケットを用いていることを真似て、1804年にコングリーヴ・ロケットを発明した。1947年にイギリスから独立した後、インドの科学者や政治家は、同国ほど人口の多い国には独自の宇宙技術が必要になることを認識し、またリモートセンシングや通信分野での人工衛星の必要性を考慮して、宇宙機関を設立した。

### 1960年代
インドの宇宙開発はヴィクラム・サラバイによって開かれたとされており、インド国内では英雄のように扱われている。彼は1957年のスプートニク打ち上げを受けて人工衛星の持つ可能性を認識した。科学技術の発展を重視していた初代首相ジャワハルラール・ネルーは1961年、宇宙研究開発を原子力省の担当と定めた。同省長官のホーミ・J・バーバーは1962年にインド国立宇宙研究委員会 (INCOSPAR) を設立し、サラバイを長官に任命した。
現在ロケット技術を持つ国のほとんどは弾道ミサイル技術から発展してロケット技術を持つに至ったが、インドにおいては日本や欧州などと同じように、当初から人工衛星を打ち上げる能力を持つことを目的として研究が進められた。トゥンバ赤道ロケット打ち上げ基地/ツンバ射場 (TERLS) がケーララ州のティルヴァナンタプラムの近くに設置され、そこから多くの観測ロケットを打ち上げた。
1969年、INCOSPARはインド宇宙研究機関 (ISRO) に改組され、1972年6月にインド宇宙省が設立されるとISROはそこに所属する組織となった。

### 1970年代
サラバイは1960年代にNASAの通信・放送衛星に関する研究に参加しており、その経済的な有用性を認識していた。そこでサラバイとISROは放送衛星とその打上機 (Satellite Launch Vehicle, SLV) の開発に必要な技術とインフラの整備を当面の目標とした。SLVはアメリカの観測ロケットを参考とし、全段固体の4段式ロケットを想定していた。
同時期、インドは衛星技術の開発も開始した。1975年、インド初の衛星アーリヤバタがソ連のロケットによって打ち上げられた。第二の射場として、アーンドラ・プラデーシュ州シュリーハリコータにサティシュ・ダワン宇宙センター (SDSC) が建設され、1979年ここからSLVの初飛行が行われた（この初飛行は第2段のトラブルにより失敗した）。1980年の打ち上げは成功し、国産衛星ロヒニ1号が軌道に乗った。

### 1980年代
SLVの成功に続いて、ISROは極軌道に衛星を投入可能なロケット (Polar Satellite Launch Vehicle, PSLV) の開発を開始した。このロケットはインドの基幹ロケットとして位置づけられ、従来からの信頼性の高い固体ロケットに新開発の液体燃料エンジンを組み合わせることとなった。また、同時期にISROはSLVをベースとしたより小型のロケットを開発することも決定した。この小型ロケット (Augmented Satellite Launch Vehicle, ASLV) は、補助ブースターと新誘導システムのテストベッドとしての役割も期待された。
PSLV用の新型液体ロケット開発に当たって、ISROは資金と時間を節約するため、フランスからヴァイキングエンジンの技術移転を受けた。インド版のこのエンジンはヴィカスと名づけられた。
ASLVのテスト飛行は1987年の初打ち上げ、1988年の再打ち上げのどちらも失敗したが、このことでISROは貴重な経験を得た。また、ASLVの開発を通じて補助ブースター実用化のメドも立った。
1984年、ソ連との共同事業で初のインド人飛行士が宇宙へ行った。

### 1990年代
ASLVの打ち上げは1992年にようやく成功した。PSLVは1993年の初打ち上げに失敗したものの、1994年に資源探査衛星と通信衛星の打ち上げに成功し、現在にいたるまでのインド基幹ロケットとしての地位を確立した。
この成功を見て、次期基幹ロケット (Geostationary Satellite Launch Vehicle, GSLV) の開発が決定された。これはさらに大型の衛星を静止トランスファ軌道 (GTO) に投入することを目標としており、PSLVの設計を部分的に流用しつつ、より大型の液体燃料ブースター使用と上段の極低温エンジンへの換装が行われることとされた。ISROはロシア宇宙省からブースター技術を導入しようとしたが、この計画は政治的理由により途中で頓挫した。そのため、ISROはいったんキャンセルしていた国産極低温エンジン開発計画を開始することに決定した。

### 2000年代
2008年、初の月面探査機チャンドラヤーン1号を打ち上げ、月の周回軌道上での探査活動に成功した。

### 2010年代
2012年9月9日、サティシュ・ダワン宇宙センターから通算100回目のロケットPSLV-C21の商業打ち上げに成功した。
2013年11月5日にインド初、アジア初の火星探査機マーズ・オービター・ミッション（通称マンガルヤーン）を搭載したPSLV-XLロケットが打上げられ、2014年9月24日に火星周回軌道への投入に、アジアの国で初めて成功した。
2017年、打ち上げたロケットから104個の衛星を順次、放出し、軌道に乗せることに成功した。
2019年、ミサイルによる衛星の撃ち落としに成功した。また、月面探査機チャンドラヤーン2号を打ち上げた。

### 2020年代
2023年、月探査機チャンドラヤーン3号で、インドとして初の月面軟着陸に成功した（世界で4か国目）。

## ロケット

インドのロケットの比較 左から右へ: SLV, ASLV, PSLV, GSLV, LVM3

地政学上と経済性を考慮して1960年代から1970年代にかけてインドは独自の打ち上げロケットの開発計画を開始せざるを得なかった。
第一段階 (1960年代から1970年代) において観測ロケットの計画を成功させ1980年代SLV-3やより先進的なASLVや支援設備を整備した。 ISROはさらに先進的なロケット技術の開発にエネルギーを注いだ結果PSLVとGSLVの技術を生み出した。

### 衛星打ち上げ機 (SLV)
状態: 退役
通常はSLVまたはSLV-3として知られる衛星打ち上げ機は4段式の軽量固体燃料ロケットである。高度500kmへ40kgのペイロードを投入できる。1979年以降の各年に2機以上が打ち上げられ1983年に終了した。4回の試験飛行で2回だけ成功した。

### 向上型衛星打ち上げ機 (ASLV)
状態: 退役
ASLVとして知られる向上型衛星打ち上げ機は5段式の固体燃料ロケットで低軌道へ150kgのペイロードを投入できる。この計画は1980年代初頭に静止軌道への軌道投入技術の開発の必要があり開始された。設計は先代のSLVを基にしている。 最初の試験打ち上げは1987年で1988年、1992年、1994年に打ち上げられ、退役までに2回だけ成功した。

### 極軌道打ち上げ機 (PSLV)
状態: 現役
PSLVとして知られる極軌道打ち上げ機はインドのリモートセンシング(IRS)衛星を太陽同期軌道へ投入することを目的として開発された。太陽同期軌道への軌道投入はPSLVが出現するまでは商業的にはロシアのみが可能だった。PSLVは同様に小型の衛星を静止トランスファー軌道(GTO)へ投入可能である。PSLVの信頼性と汎用性により30機の衛星を多様な軌道へ打ち上げた (14機はインドの衛星で16機は他国の衛星)。2008年4月10機の衛星を同時に打ち上げロシアの記録を破った。

### 静止衛星打ち上げ機 (GSLV)
状態: 現役
GSLVとして知られる静止衛星打ち上げ機はINSATを他国のロケットに依存せずに静止軌道へ投入する目的で開発された。現在では5トンの重量物を低軌道へ投入する能力を持つインドで最強のロケットである。

### 静止衛星打ち上げ機 LVM3
状態: 現役

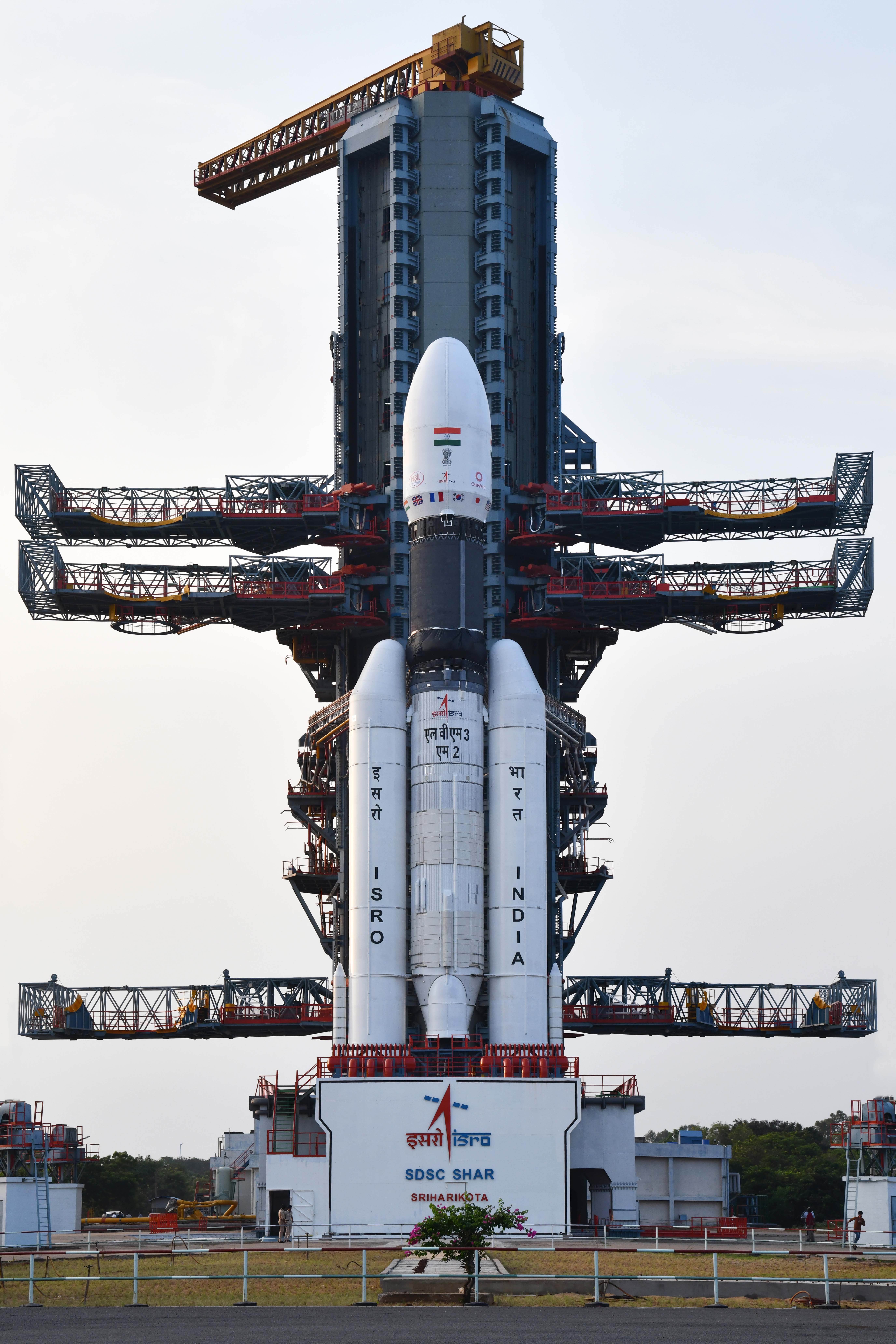
LVM3

静止衛星打ち上げ機LVM3は2017年に初飛行したロケットで、静止トランスファ軌道へ4トンの投入能力を持つ。3段式で110トンの液体燃料コア・ステージ (L-110) とそれぞれ200トンの推進剤の固体燃料補助ロケット (S-200) と25トンの推進剤を搭載する液体水素ロケット (C-25) によって構成される。離床時には約626トンで高さは43.43mでペイロードフェアリングの直径は5mでペイロードの体積は100立方mである。これまで静止軌道へ重量の大きい衛星を打ち上げる時にインドでは他国へ依存していたが、このロケットにより他国への依存を断ち切るばかりか衛星打ち上げ市場においても優位になる。ロケットはGSLVの技術を受け継ぐが派生型ではない。2014年12月18日に弾道飛行試験に成功した。

## 人工衛星

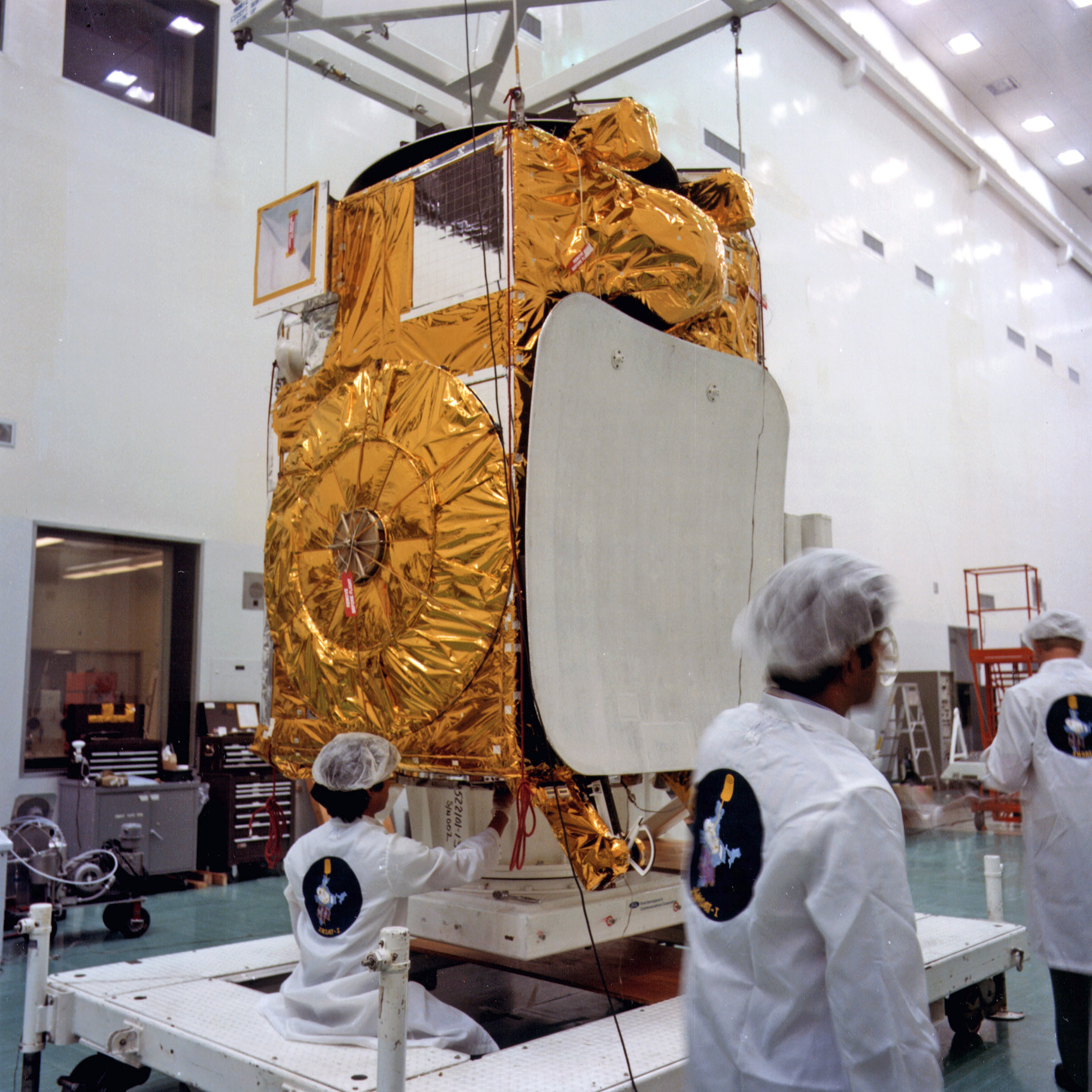
INSAT-1B.

発足以来、ISROは数多くの人工衛星を打ち上げてきた。代表的なものとしては、IRSシリーズ、静止軌道上のINSATシリーズ、GSLVで打ち上げられたGSATシリーズ、PSLVで打ち上げられたMETSAT 1などがある。2007年現在、ISROによって製造された人工衛星は計45機。
INSATIndian National Satellite の略。インド全土に衛星通信・テレビ放送サービスを提供する、1 (A, B, C, D), 2 (A, B, C, D, E), 3 (A, B, C, E), 4 (A, B, D, E, F, G) の4シリーズからなる。大半がアリアンスペースによって打ち上げられた。宇宙省と通信省とインド気象局と全インドラジオとDoordarshanの共同事業である。INSATシステムの全体的な整合と運用は次官級のINSAT整合委員会にかかっている。
IRSIndian Remote Sensing の略。ISROによって製造、打ち上げ、管制されるリモートセンシング衛星。IRSシリーズは国土の調査に用いられる。IRSシステムは現在世界中で運用されている民間のリモートセンシングシステムでは世界最大規模である。全ての衛星は太陽同期軌道で複数の波長で観測された時系列的なデータは国の発展の為の計画において活用される。
METSAT / カルパナMETSATは Meteorological Satellite の略で、気象データを収集する。カルパナ‐1はISROが提供する最初の気象衛星で2002年9月12日にPSLVで打ち上げられた。衛星は元々MetSat-1として知られていた。STS-107に搭乗していたインド系アメリカ人宇宙飛行士のカルパナ・チャウラにちなんで、2003年2月に首相のアタル・ビハーリー・ヴァージペーイーによってカルパナと改名された。METSAT 2 / カルパナ2は2007年に打ち上げ予定。
技術試験衛星事実上の偵察衛星。1メートル以下の解像度をもつ。一般に対しこのレベルの高解像度画像を提供しているのは、インドの他にはアメリカ合衆国のみ。2003年のアメリカによるイラク侵攻の際に破壊されたイラクの軍事施設などを撮影。
海洋衛星海洋衛星はIRSシリーズの一部で海洋の観測を目的とする。IRS P4はOceansat-1として知られ1999年5月27日に打ち上げられOceansat-2は2009年9月23日に打ち上げられた。
GSAT衛星間通信に用いられる衛星。
RISAT合成開口レーダーを搭載したレーダー観測衛星。雲で覆われていてもマイクロ波により観測が可能。
RESOURCESAT可視光と近赤外線で観測する光学地球観測衛星
CARTOSAT地球観測衛星、高解像度の白黒カメラを搭載する。
アストロサットX線観測衛星
IRNSS
インド地域航法衛星システム (IRNSS) は自動地域衛星航法システムで、インド政府が監督するインド宇宙研究機構で開発された。このような航法システムが必要とされる理由として、GPSのような全地球航法衛星システムは敵対的な状況下での使用が保障されない点がある。2013年7月1日に最初の1基がIRNSS-1Aとして打ち上げられてから少しずつ衛星軌道に投入され、2016年4月28日に最後のIRNSS-1Gの打ち上げに成功し、予定されていた衛星が出揃った。

## 宇宙探査機

### 月探査
チャンドラヤーン1号 (サンスクリット語: चंद्रयान-१) はインド初の月探査機である。無人の月探査の任務には軌道周回機とムーン・インパクト・プローブと呼ばれる装置が含まれる。PSLVの改良型のC11で2008年10月22日に打ち上げられた。打ち上げは成功して2008年11月8日に月周回軌道に投入された。可視光、近赤外線、蛍光X線による高分解能の遠隔探査機器が搭載されていた。2年以上に渡る運用が終了して月面の化学組成の分布地図の作成と3次元の断面図の完成が目的だった。極域において氷の存在を示唆する結果が出た。月探査においてISROによる5台の観測機器とNASAやESAやブルガリア宇宙機関等、他国の宇宙機関による6台の観測機器が無料で搭載された。チャンドラヤーン1号はNASAのLROと共に月に氷が存在する有力な手がかりを発見した。

### 惑星探査
2009年、ISROは火星探査の準備を始めたと発表した。当時の発表では2013年から2015年に打ち上げるとされた。GSLVによって火星よりも外の軌道に探査機を投入するためにイオン推進器、液体燃料ロケット、または核推進機の搭載を計画しているとされた。 
その時点で火星探査のための調査は完了しており、科学者達は科学的な提案と対象の選定を行っていると報じられた。
2013年11月5日、最初の火星探査機の打ち上げに成功した。正式名称は「マーズ・オービター・ミッション」であるが、通称として「マンガルヤーン」と呼ばれている。2014年9月24日に火星の周回軌道に投入され、アジアで初めて成功した火星探査機となった。

## 有人宇宙飛行計画
ISROは2009年に有人宇宙計画に12,400 croreの予算を認められた。宇宙委員会によると予算が下りれば2013年に無人機の打ち上げが予定され、有人の打ち上げは2016年とされた。しかし経済環境の悪化により計画は遅延し、2022年の時点では2024年頃になるという見解が関係者から示されている。実現すればインドはソビエト、アメリカ、中国に次いで世界で4番目に独自に開発した宇宙船による有人の打ち上げを実現させた国になる。

### 技術実証
宇宙カプセル回収実験Space Capsule Recovery Experiment (SCREまたは一般的にSREまたはSRE-1) はインドのPSLV C7ロケットで3機の衛星と共に打ち上げられた12日間軌道を周回してから大気圏に再突入してベンガル湾沿岸に着水した。
SRE-1は軌道を周回するカプセルの回収技術と周回軌道上での微小重力下における実験を可能とする技術の実証を目的として設計された。
それには熱防御、航法、誘導、制御、減速と浮上装置の試験と同様に極超音速空気熱力学、ブラックアウトでの通信の管理や回収も意図されていた。
ISROはSRE-2とSRE-3の打ち上げを将来の有人宇宙飛行に備えて予定している。

### 宇宙飛行士の訓練と他の施設
ISROは宇宙飛行士の訓練施設をバンガロールに2012年に設置を予定している。無重力環境下での状態を想定して水の中で訓練を行う施設を使用する。救助や回収や放射線環境も予定される。
ISROは打ち上げ時の加速を模擬する遠心力による高G施設を建設する予定である。同様に2015年に有人宇宙飛行の為の新射場の建設が予定される。これはサティシュ・ダワン宇宙センターの第3射場になる予定である。

### 宇宙船の開発
ISROは3人の宇宙飛行士を7日間軌道を周回する事を予定している。インドの宇宙船はオービタルビークルと呼ばれインドによる有人飛行計画の根幹を成す。
カプセルは3人乗りに設計され計画ではランデブーとドッキングの装置の付与も更新型で予定される。3トンのカプセルを高度400kmの軌道に投入する予定で2名が搭乗して最大7日間滞在する予定である。最初の低温エンジンを搭載したロケットの打ち上げ試験は2010年4月15日に行われたが液体水素エンジンの失敗により予定された軌道への投入は失敗した。
有人宇宙飛行計画では有人宇宙飛行の監督計画が予定され、事前の準備計画が承認された。計画では2名又は3名が搭乗した完全自動の軌道周回機が約300 kmの低軌道を周回して安全に帰還する。

## 将来の構想

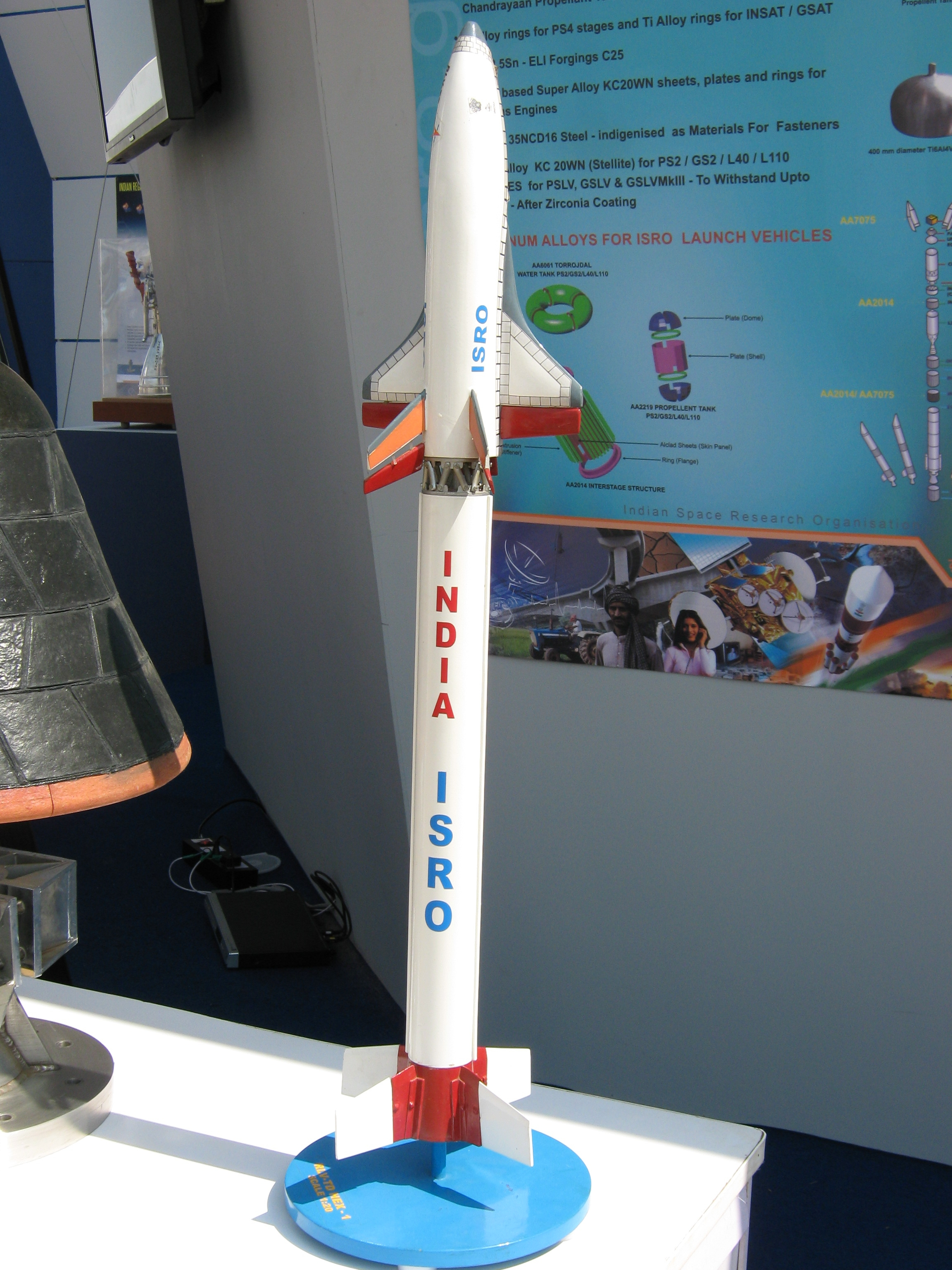
RLV-TDの模型

ISROは複数の新世代の地球観測衛星を近い将来打ち上げる事を予定している。同様に新型のロケットや人工衛星の開発も進行中である。ISROは火星や月へ探査機を送ると述べている。

### 将来の打ち上げロケット
※GSLV-Mk IIIについては既述のため省略。
再使用型ロケット技術実証機 (RLV-TD)
完全再使用型二段式宇宙輸送機 (TSTO) を実現する為の第一段階として一連の技術実証機の打ち上げが構想されている。この目的の為に有翼再使用型ロケット技術実証機(RLV-TD)が設定された。RLV-TDは極超音速飛行や自動着陸、エア・ブリードサイクルエンジンを用いた巡航飛行や極超音速飛行の試験機として数々の試験が予定される。最初の一連の実証飛行に極超音速飛行実験が予定される。2016年5月23日午前7時にサティシュ・ダワン宇宙センターから全長6m程度の無人の試験機の打ち上げに成功した。高度65000mに到達後、インド洋の沖合に着水した。

### 航法衛星
GAGAN
民間航空省はSpace-Based Augmentation System (SBAS) としても知られる衛星によるGPS補完システムの導入を決定した。インドのSBASシステムはGPS Aided GEO Augmented NavigationのアクロニムによりGAGANとして知られる。計画では衛星航法には技術実証機の試験において航空局 (AAI) とISROが協力して行い、2007年に8機のIndian Reference Stations (INRESs)航法衛星を軌道へ投入し、8空港とバンガロール近郊の基地局間で連携した。
最初のGAGAN航法のペイロードは2010年4月にGSAT-4の軌道投入が予定されていたが、搭載していたGSLV-D3が打ち上げに失敗したので軌道に投入できなかった。GSAT-8とGSAT-10の2機はその後静止軌道へ投入された。

### 月探査計画
- 最初の月計画のミッションであるチャンドラヤーン1号の成功により、今後10年間にさらなる一連の月探査計画が予定されている。
- チャンドラヤーン2号 (Sanskrit: चंद्रयान-२) はISROによる2番目の月探査計画で費用は425 crore (US$ 9000万ドル)の見込みである。 このミッションにおいて月軌道周回機と同様に着陸機、月面車が含まれる。車輪式の月面車によって月面を移動して土や岩石を採取してその場で化学分析を行う。データは軌道周回機で中継されて地球へ送られる。

### 宇宙探査
- ISROはAditya-1「アジチヤ（太陽）」という名前の太陽探査機を設計中である。これは太陽コロナの観測を行う衛星で、重量は400kg、PSLVロケットで高度800kmの極軌道に投入される予定。当初の計画では2012年に打ち上げられる予定であったが、技術開発の遅れから打ち上げは2015 - 2016年へ、その後2017-2020年になる見込みであると2014年に報じられた[25][26][27]。